# Trichocolea difficilis
Trichocolea difficilis là một loài rêu trong họ Trichocoleaceae. Loài này được Steph. mô tả khoa học đầu tiên năm 1916.